# Chicago Sky 2012
La stagione 2012 delle Chicago Sky fu la 7ª nella WNBA per la franchigia.
Le Chicago Sky arrivarono quinte nella Eastern Conference con un record di 14-20, non qualificandosi per i play-off.

## Roster
| N° | Naz.                   | Ruolo | Sportivo             | Anno | Alt. | Peso |
| -- | ---------------------- | ----- | -------------------- | ---- | ---- | ---- |
| 00 | Stati Uniti (bandiera) | AC    | Ruth Riley           | 1979 | 196  | 90   |
| 1  | Stati Uniti (bandiera) | A     | Tamera Young         | 1986 | 188  | 77   |
| 4  | Stati Uniti (bandiera) | G     | Sydney Carter        | 1990 | 168  |      |
| 5  | Serbia (bandiera)      | A     | Sonja Petrović       | 1989 | 185  | 78   |
| 7  | Stati Uniti (bandiera) | G     | Shay Murphy          | 1985 | 180  | 74   |
| 8  | Stati Uniti (bandiera) | A     | Swin Cash            | 1979 | 185  | 80   |
| 10 | Stati Uniti (bandiera) | G     | Epiphanny Prince     | 1988 | 175  | 76   |
| 21 | Portogallo (bandiera)  | G     | Ticha Penicheiro     | 1974 | 180  | 66   |
| 22 | Stati Uniti (bandiera) | G     | Courtney Vandersloot | 1989 | 173  | 59   |
| 30 | Stati Uniti (bandiera) | C     | Carolyn Swords       | 1989 | 198  | 95   |
| 34 | Stati Uniti (bandiera) | C     | Sylvia Fowles        | 1986 | 198  | 91   |
| 43 | Stati Uniti (bandiera) | A     | Le'coe Willingham    | 1981 | 183  | 93   |

## Staff tecnico
- Allenatore: Pokey Chatman
- Vice-allenatori: Jeff House, Christie Sides
- Preparatore atletico: Natalie Meckstroth
- Preparatore fisico: Ann Crosby